# Gene Wolfe
Gene Wolfe, född 7 maj 1931 i New York, död 14 april 2019 i Peoria i Illinois, var en amerikansk fantasy- och science fiction-författare. Sedan genombrottet runt 1970 har han gjort sig känd för sin komplexa berättarstil och prosa och för att skriva verk starkt influerade sin katolska tro.
Wolfe föddes i New York, men växte upp i Texas. Han stred i Koreakriget och utbildade sig därefter till processingenjör vid The University of Houston. Fram till att han på åttiotalet började arbeta som författare på heltid hann han med att vara med att utveckla tillverkningsprocessen för pringleschips och att arbeta som redaktör på branschtidningen Plant Engineering. Han bodde under flera år i Barrington, Illinois (en förort till Chicago), men flyttade under senare delen av sitt liv till Peoria, Illinois.
Wolfes författarskap består till största delen av fantasy och science fiction. Han har skrivit noveller, romaner och romanserier, för vilka han har emottagit de flesta av de stora genrepriserna. Bland annat belönades han 1973 med Nebulapriset för kortromanen The Death of Doctor Island och med World Fantasy-priset 1989 för novellsamlingen Storeys from the Old Hotel. Hans mest kända verk är Den nya solens bok (The Book of the New Sun), en science fantasy-serie, som beskriver torterarlärlingen Severians resor genom en döende jord i avlägsen framtid. Serien vann bland annat World Fantasy-priset, Nebulapriset, The British Fantasy Award och The British Science Fiction Award.
Wolfe har aldrig tillhört fantastikens storsäljare, men har hos kritiker och andra författare alltid räknats till genrens allra största utövare.. Vissa anser även att han bör ses som en av de största, nu levande, amerikanska författarna. Michael Swanwick har exempelvis sagt: "Gene Wolfe is the greatest writer in the English language alive today. Let me repeat that: Gene Wolfe is the greatest writer in the English language alive today! I mean it. Shakespeare was a better stylist, Melville was more important to American letters, and Charles Dickens had a defter hand at creating characters. But among living writers, there is nobody who can even approach Gene Wolfe for brilliance of prose, clarity of thought, and depth in meaning."

### Romaner

#### Utgivet på svenska
- Den nya solens bok (The Book of the New Sun)
  - Den nya solens bok. Vol. 1, Torterarens skugga ; Medlarens klo (samlingsvolym), Wiken (1992), översättning: Nille Lindgren ISBN 91-7024-845-1
  - Torterarens skugga (The Shadow of the Torturer), Bra böcker (1996), översättning: Nille Lindgren ISBN 91-7133-211-1
  - Medlarens klo (The Claw of the Conciliator), Bra böcker (1996), översättning: Nille Lindgren ISBN 91-7133-213-8
  - Liktorns svärd (The Sword of the Lictor (1982)), Bra böcker (1996), översättning: Johan Frick ISBN 91-7024-847-8
  - Autarkens citadell (The Citadel of the Autarch, Bra böcker (1997), översättning: Johan Frick ISBN 91-7133-300-2

#### Övriga romaner
- Operation Ares (1970)
- The Fifth Head of Cerberus (1972)
- Peace (1975)
- The Devil in a Forest (1976)
- Free Live Free (1984)
- The Soldier series
  - Soldier of the Mist (1986)
  - Soldier of Arete (1989)
  - Soldier of Sidon (2006)
- There Are Doors (1988)
- Castleview (1990)
- Pandora, By Holly Hollander (1990)
- The Book of the Long Sun
  - Nightside the Long Sun (1993)
  - Lake of the Long Sun (1994)
  - Caldé of the Long Sun (1994)
  - Exodus From the Long Sun (1996)
- The Book of the Short Sun
  - On Blue's Waters (1999)
  - In Green's Jungles (2000)
  - Return to the Whorl (2001)
- The Wizard Knight
  - The Knight (2004)
  - The Wizard (2004)
- Pirate Freedom (2007)
- An Evil Guest (2008)
- The Sorcerer's House (2010)

### Novellsamlingar
- The Island of Doctor Death and Other Stories and Other Stories (1980)
- Gene Wolfe's Book of Days (1981)
- The Wolfe Archipelago (1983), bestående av: 
  - "Death of the Island Doctor" (1983)
  - "The Island of Doctor Death and Other Stories" (1970)
  - "The Death of Doctor Island" (1973)
  - "The Doctor of Death Island" (1978)
- Plan(e)t Engineering (1984)
- Bibliomen (1984)
- Storeys from the Old Hotel (1988)
- Endangered Species (1989)
- Castle of Days (1992)
- The Young Wolfe (1992)
- Strange Travelers (2000)
- Innocents Aboard (2004)
- Starwater Strains (2005)
- The Best of Gene Wolfe (2009)

### Andra verk
- The Castle of the Otter (1982)
- At the Point of Capricorn (1983)
- The Boy Who Hooked the Sun (1985)
- Empires of Foliage and Flower: A Tale From the Book of the Wonders of Urth and Sky (1987)
- The Arimaspian Legacy (1988)
- Slow Children at Play (1989)
- Letters Home (1991) (Samlar brev Wolfe skrev till sin mor under Koreakriget.)
- The Old Woman Whose Rolling Pin is the Sun (1991)
- The Case of the Vanishing Ghost (1991)
- Introduction to Neil Gaiman's Sandman: Fables and Reflections
- A Walking Tour of the Shambles (with Neil Gaiman) (2002)
- Talk of Mandrakes (2003)
- Christmas Inn (2005)
- Strange Birds (2006)
- Introduction to Vera Nazarian's Salt of the Air (2006)
- Shadows of the New Sun: Essays (2007)
- Memorare (2008)

### Sekundärbibliografi
- Lexicon Urthus: Michael Andre-Druissi (Sirius Fiction, 1994, ISBN 0-9642795-9-2), en ordbok innehållande arkaiska och obskyra ord som man hittar i The Book of the New Sun
- The Long and the Short of It: More Essays on the Fiction of Gene Wolfe: Robert Borski (iUniverse, Inc., 2006, ISBN 978-0595386451)
- Solar Labyrinth: Exploring Gene Wolfe's "Book of the New Sun": Robert Borski (iUniverse, Inc., 2004, ISBN 978-0595317295)
- Attending Daedalus: Gene Wolfe, Artifice, and the Reader: Peter Wright (Liverpool University Press, 2003, ISBN 0-85323-818-9): Studie av The Book of the New Sun och The Urth of the New Sun
- Shadows of the New Sun: Wolfe on Writing / Writers on Wolfe: Peter Wright  (Liverpool University Press, 2007, ISBN 978-1846310584)
- Strokes: John Clute (Serconia Press, 1988, ISBN 0-934933-03-0)